# Acmopolynema mirabile
Acmopolynema mirabile är en stekelart som beskrevs av Fidalgo 1989. Acmopolynema mirabile ingår i släktet Acmopolynema och familjen dvärgsteklar. Inga underarter finns listade i Catalogue of Life.